# Henrik Jansson
Henrik Jansson (Åre, 18 de marzo de 1972) es un deportista sueco que compitió en snowboard. Ganó una medalla de oro en el Campeonato Mundial de Snowboard de 1999, en la prueba de campo a través.

## Medallero internacional
| Campeonato Mundial | Campeonato Mundial       | Campeonato Mundial | Campeonato Mundial |
| Año                | Lugar                    | Medalla            | Competición        |
| ------------------ | ------------------------ | ------------------ | ------------------ |
| 1999               | Berchtesgaden (Alemania) | Medalla de oro     | Campo a través     |